# Dicranoptycha phallosomica
Dicranoptycha phallosomica is een tweevleugelige uit de familie steltmuggen (Limoniidae). De soort komt voor in het Palearctisch en Oriëntaals gebied.